# Celleporella marionensis
Celleporella marionensis är en mossdjursart som beskrevs av William Roy Branch och Hayward 2005. Celleporella marionensis ingår i släktet Celleporella och familjen Hippothoidae. Inga underarter finns listade i Catalogue of Life.